# 水橋大橋
水橋大橋（みずはしおおばし）は、富山県富山市の白岩川に架かる富山県道315号辻ヶ堂市田袋線の橋である。

## 概要
いずれも旧橋のデータ。
- 左岸：富山県富山市水橋畠等
- 右岸：富山県富山市水橋柳寺
- 橋長 - 72 m[1]
- 幅員 - 8 m[2]
- 総工費 - 2,400万円[2]
- 施工 - 林建設（下部工）、田島工業（上部工）[3]
- 完成 - 1960年（昭和35年）1月（完成予定の3月を待たずに突貫工事をしたため早く完成した）[3]、完工は同年4月末[1]
- 開通 - 1960年（昭和35年）6月26日[1]

2017年（平成29年）度より、白岩川水系（水橋工区）河川改修事業の一環として橋の架け替え工事を実施している。

## 補足
初代の橋の建設にあたり、田島工業の当時の営業課長代理が水橋町（当時）の当局幹部に数万円の物品を送り入札に便宜を図ってもらった贈賄の疑いが発生した。これを受けて、1959年（昭和34年）11月22日には、田島工業の当時の営業取締役が滑川警察署による取り調べを受けている。